# Procesja Dzieciątka-Podróżnika

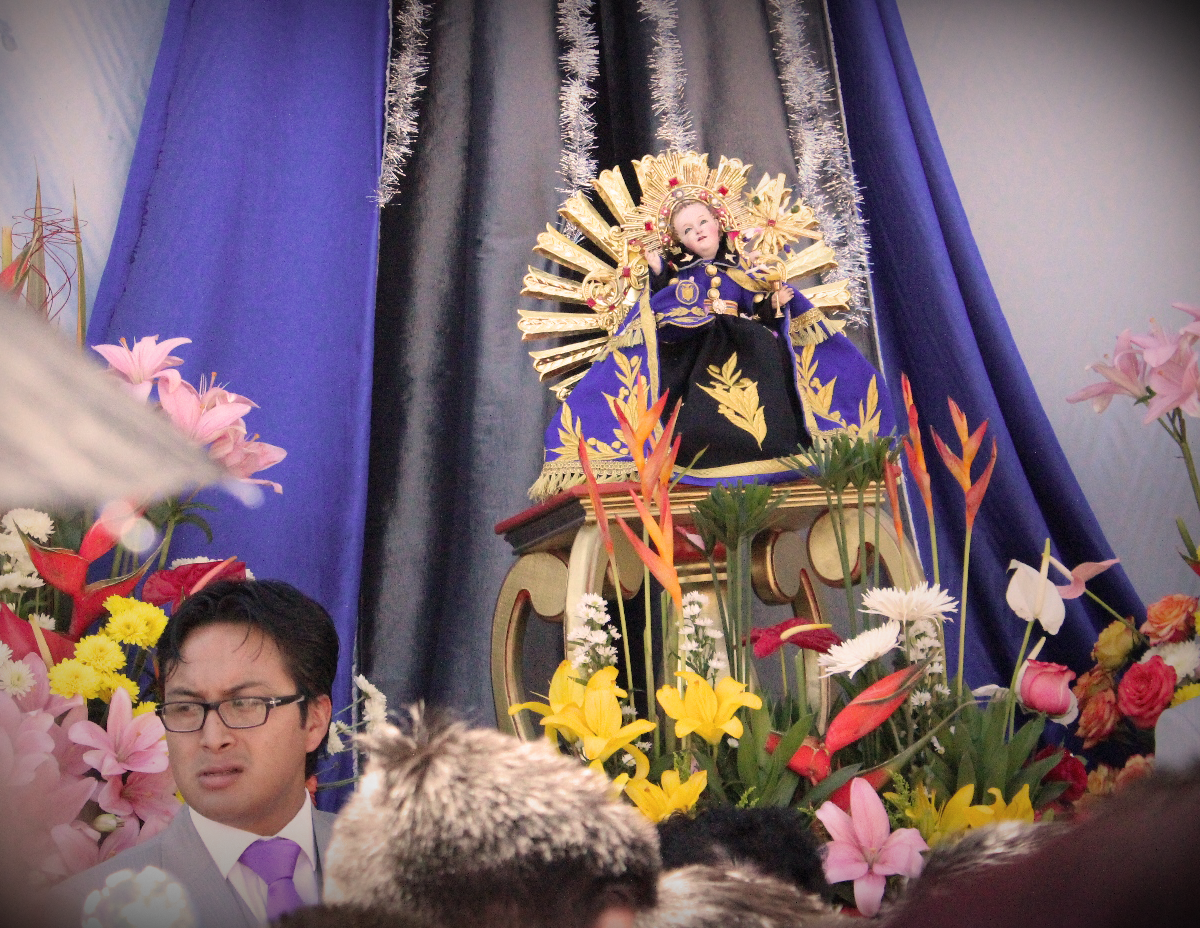
Figurka Dzieciątka-Podróżnika podczas procesji w Cuence

Procesja Dzieciątka-Podróżnika – forma celebracji o charakterze procesyjnym. Główna procesja, zwana Wielką (el Pase Mayor), odbywa się corocznie 24 grudnia w ekwadorskim mieście Cuenca. Od pierwszej niedzieli Adwentu do końca karnawału różne instytucje, stowarzyszenia i rodziny organizują tzw. procesje mniejsze (los pases menores). Procesja Dzieciątka-Podróżnika jest najpopularniejszym świętem kulturalno-religijnym w tym mieście i jednym z największych w Ekwadorze. W 2017 roku uczestniczyło w niej ok. 70 000 osób, w tym wielu turystów.
Tradycja ta, ukazująca różnorodność kulturową i bogactwo etniczne Ekwadoru, została uznana za niematerialne dziedzictwo kulturowe 24 grudnia 2008 roku.

## Historia

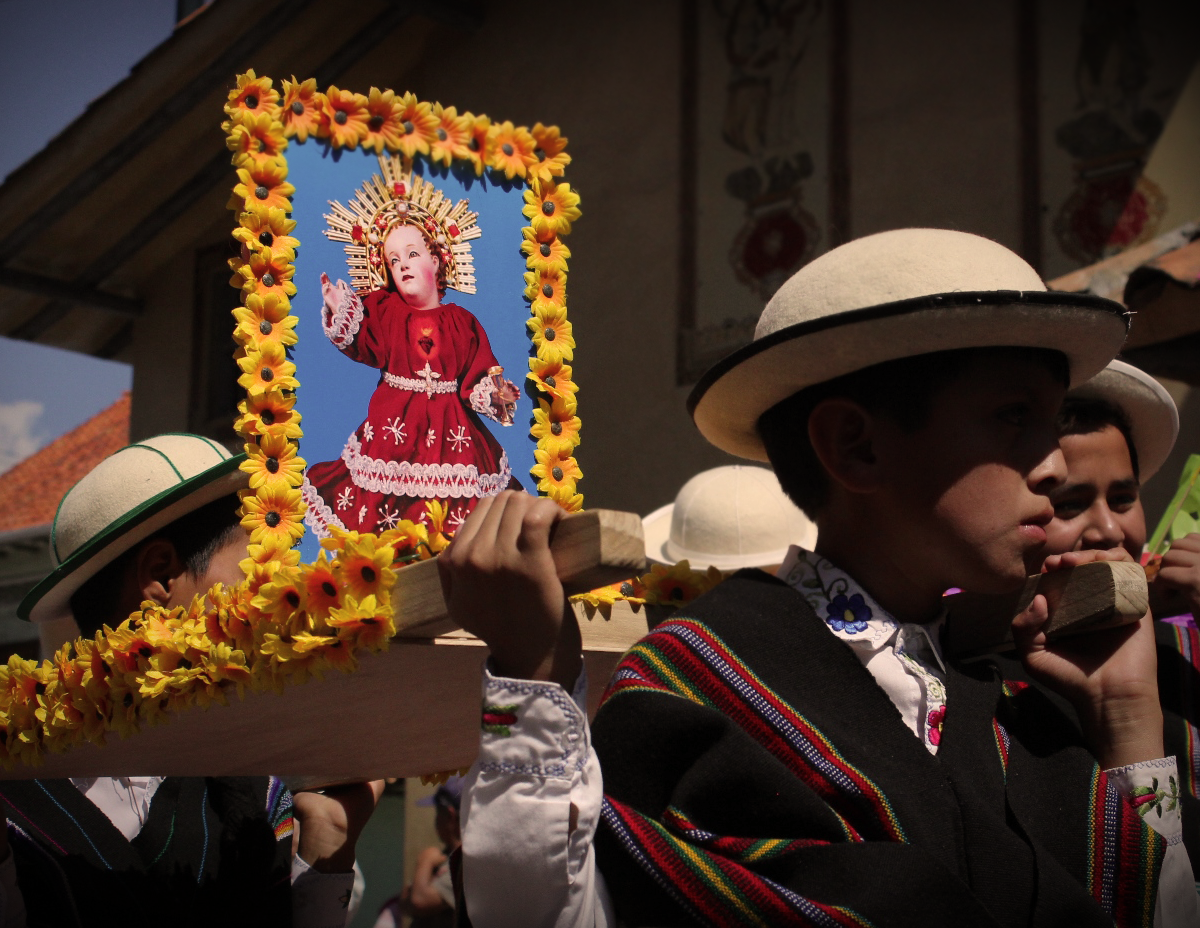
Figurka Dzieciątka-Podróżnika niesiona podczas procesji przez dzieci ubrane w stroje regionalne

W procesji niesiona jest drewniana figurka (20 cm wysokości), której wykonanie zleciła w 1823 roku Josefa Heredia, córka Narcisa Fernándeza de Heredia. Dzieciątko Jezus ma kawowe kręcone włosy i szare oczy, siedzi na tronie tapicerowanym jasną skórą. Kult drewnianej figurki zapoczątkowany przez Josefę Heredię trwa nieprzerwanie, podtrzymywany przez kolejne pokolenia.
W 1961 roku, jeden z potomków rodziny Cordero, do której wówczas należała figurka (jako element domowej szopki), ks. Miguel Cordero Crespo, zabrał ją do Ziemi Świętej, do miejsca, w którym narodził się Jezus i nad rzekę Jordan, by ją „ochrzcić”. Figurka została również pobłogosławiona przez papieża Jana XXIII w Rzymie. Po powrocie do Cuenki (1961), księdza Cordero i figurkę przywitała jego znajoma, Rosa Palomeque, słowami: „powrócił Podróżnik”. Od tego czasu figurka Jezusa rozpoznawana jest jako Dzieciątko-Podróżnik. 24 grudnia 1961 roku, Rosa Palomeque zorganizowała pierwszą procesję, która z biegiem czasu przekształciła się w Wielką Procesję.
W swoim testamencie ks. Miguel Cordero Crespo (zm. 1986) przekazał figurkę Dzieciątka-Podróżnika klasztorowi karmelitanek pod wezwaniem Wniebowzięcia NMP w Cuence. W klauzuli zaznaczył, że figurka ma być wypożyczana rodzinie Pulla i jej potomkom każdego roku celem organizacji procesji 24 grudnia oraz wskazał karmelitański chór zakonny (w klauzurze) jako godne miejsce dla niej.

## Trasa procesji

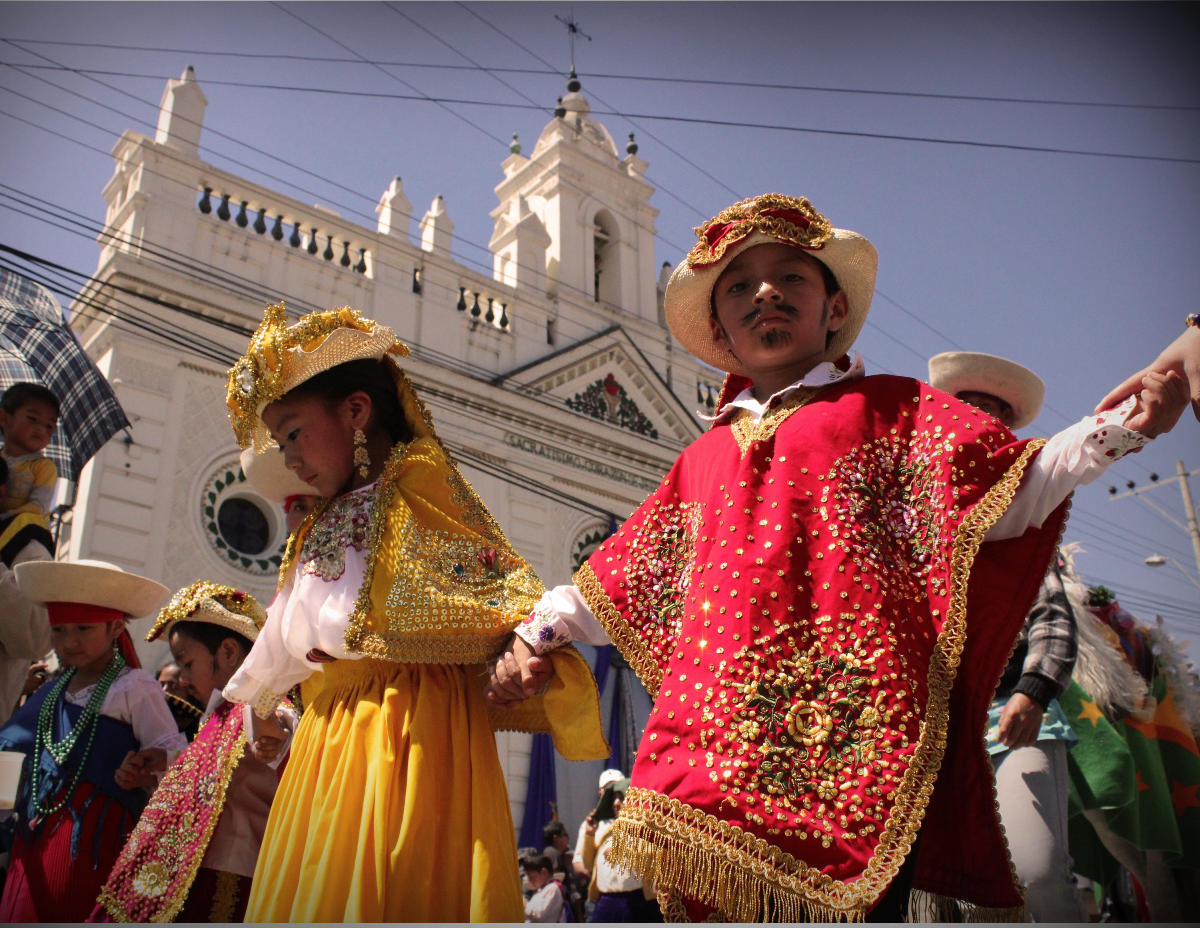
Dzieci przebrane za Mayorales podczas procesji

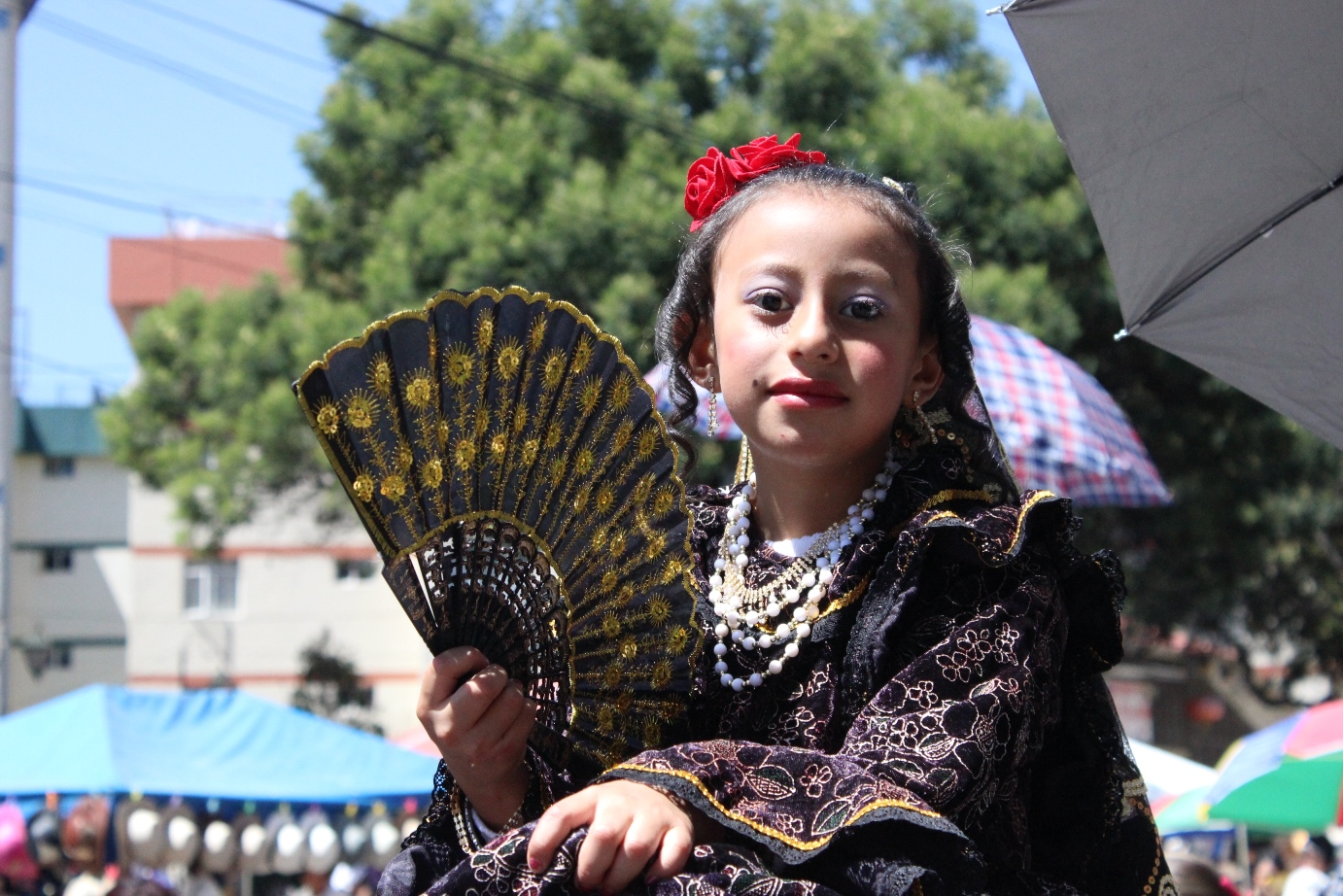
Dziewczynka przebrana za Hiszpankę podczas procesji

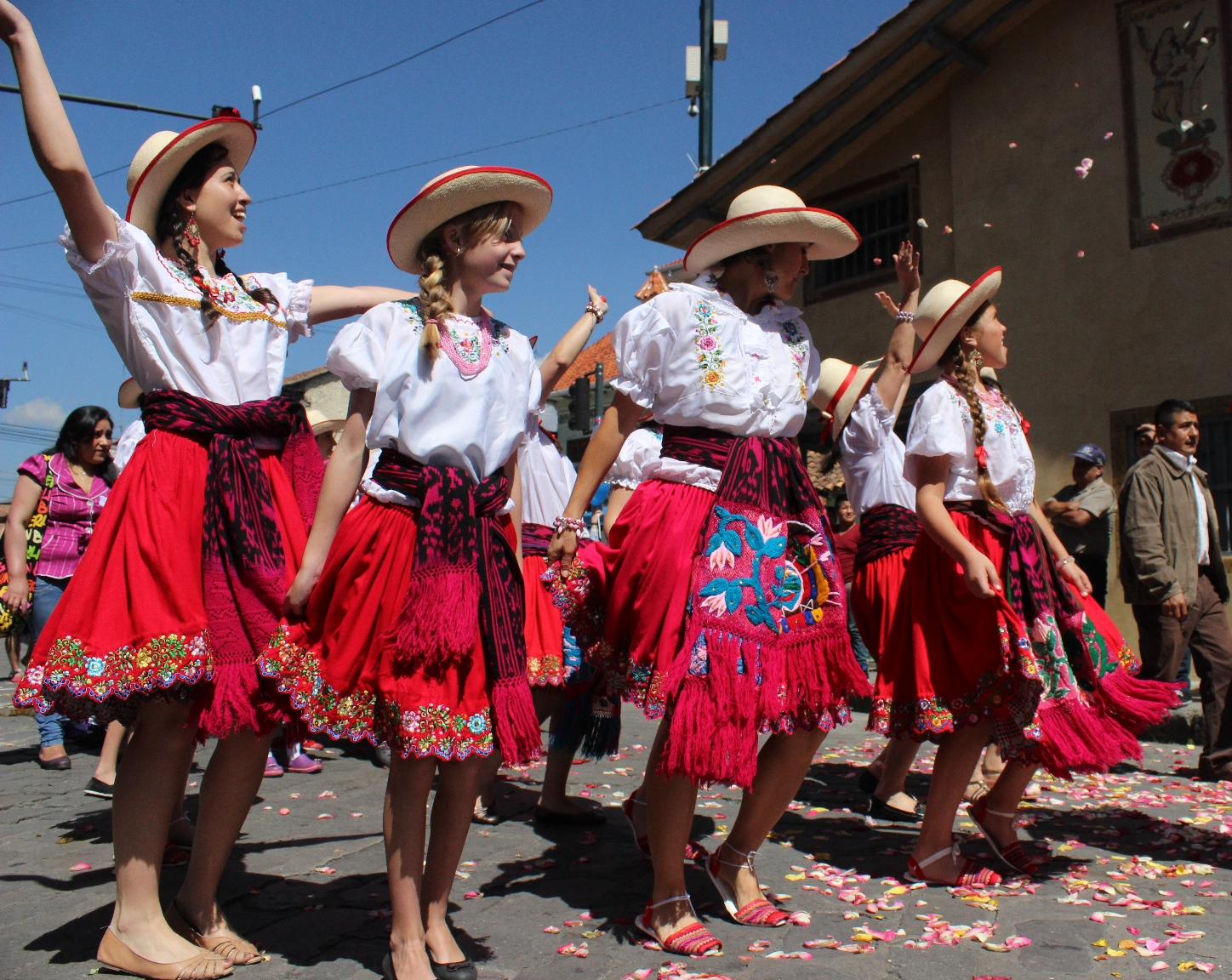
Dziewczynki przebrane za cholas podczas procesji

Corocznie 23 grudnia o godzinie 17.00, w katedrze Niepokalanego Poczęcia NMP ma miejsce oficjalna zmiana „ojców chrzestnych” (honorowych patronów) procesji Dzieciątka-Podróżnika. Odbywa się również czuwanie przy figurce trwające do następnego dnia rano. 24 grudnia figurka zostaje przeniesiona do karmelitańskiego klasztoru pod wezwaniem Wniebowzięcia NMP, gdzie odprawiana jest msza święta, a „ojcowie chrzestni” procesji wraz z władzami świeckimi i kościelnymi przenoszą figurkę Dzieciątka do kościoła Najświętszego Serca Pana Jezusa przy ulicy Gran Colombia, skąd zazwyczaj wyrusza Wielka Procesja. Uczestnicy procesji przemierzają ulice Baltazara Calderóna i Simóna Bolívara do kościoła św. Błażeja. Po południu, uczczona przez wszystkich figurka jest z powrotem wieziona do klasztoru karmelitańskiego, gdzie odprawiana jest msza święta.
Szacuje się, że w procesji uczestniczy, od godz. 10.00 do godz. 15.00, ok. 1000 wozów alegorycznych zwanych „zamkami”. Są to platformy umieszczone na przyczepach samochodowych, na których wystawiane są misteria związane z Bożym Narodzeniem, np. „Warsztat w Nazarecie”, „Ucieczka do Egiptu” czy „Adoracja Trzech Króli”. Na tych wozach przedstawiane są również zwyczaje różnych grup etnicznych Ekwadoru, m.in. pranie w rzece przez Metyski czy sprzedawanie przez nie owoców na targu. Procesje ubogacają grupy tancerzy z oryginalnymi choreografiami np. z tukumańskim tańcu z kolorowymi szarfami.

## Postaci procesji
W Procesji Dzieciątka-Podróżnika pojawia wiele postaci, które przynależą do świata religii i kultury, przez co budzą zainteresowanie oglądających. Taka wyjątkowa różnorodność pozwala na podkreślenie wieloetnicznego bogactwa. Ewenementem procesji są Mayorales i Mayoralas ubrani w eleganckie, haftowane stroje i poruszający się na koniach przyozdobionych owocami, napojami, chlebem, cukierkami i kolorowymi materiałami. Dzieci idą w procesji przebrane za anioły i pasterzy, w otoczeniu grupy muzyków grających i śpiewających pastorałki. Organizację procesji wspierają majordomi, którzy są odpowiedzialni za wystosowanie zaproszeń oraz gwarantują pokrycie kosztów z nią związanych.
Inne postaci:
- Maryja Panna, św. Józef
- Anioł z Gwiazdą
- Trzej Królowie
- Pasterze
- Jan Chrzciciel
- Tańczące Murzynki
- Jíbaros – shuarowie
- Cañarejos – mieszkańcy Cañar, prowincji Ekwadoru
- Cholas
- Hiszpanie
- Meksykańscy kowboje „Charros”[7]

## Tradycje
Wśród tradycyjnych elementów Procesji Dzieciątka-Podróżnika znajdują się kapele ludowe, ekwadorskie dania typowe dla obchodów Bożego Narodzenia (ser manchego, pieczona świnka morska, mote), dekoracje w postaci tzw. „zamków” z darami (w większości produktami spożywczymi), przewożone konno lub furgonetkami. Podczas procesji, dwie rodziny potomków pierwszej organizatorki procesji Rosy Palomeque, rozdają uczestnikom tradycyjny napój, zwany chicha i chleb.